# إلياس الدمشقي

بداية سيرة إلياس في النسخة المخطوطة الوحيدة. اسمه باللغة اليونانية، Ἡλία، يمكن قراءته في منتصف السطر الثاني.

إلياس الدمشقي أو إيليا الهلبلسي (759–779 م)، كان نجارًا شاميًّا وشهيدًا مسيحيًا [الإنجليزية] يُبجل كقديس في الكنيسة الأرثوذكسية الشرقية والكنيسة السريانية الأرثوذكسية. وهو معروف من خلال السيرة الذاتية اليونانية، ولا يوجد ذكر آخر له.

## التأريخ
يضع كتاب علم الشخصيات في العالم البيزنطي [الإنجليزية] ميلاد إلياس في عام 758 أو قبل ذلك، ولكن تواريخ حياته عادة ما تُعطى على أنها 759-779 وأحيانًا 775-795. تقول سيرته الذاتية أنه توفي عن عمر يناهز العشرين عامًا في عام 6287. هذا العام على ما يبدو هو من التقويم العبري والذي يُسمى بعام العالمن، والمقصود منه الإشارة إلى عدد السنوات منذ الخلق. إذا اتبعنا التقويم البيزنطي فإنه يقابل سنة 779، وإذا اتبعنا التقويم العبري الإسكندري فإنه يقابل سنة 795. يجادل روبرت هويلاند لصالح الأول على أساس أنه يتوافق مع عهد المهدي (توفي عام 785)، والذي قيل في السيرة الذاتية أنه كان يحكم في ذلك الوقت.

## الحياة
وُلِد إلياس في عائلة مسيحية إما من أصل عربي أو يوناني من بعلبك (هبلبلس) في المقاطعة الكنسية فينيقيا الثانية في الخلافة العباسية. هناك دُرب ليصبح نجارًا. ذهب مع أمه وأخويه إلى دمشق على أمل البحث عن وظيفة. كان عمره حوالي عشر سنوات. كان يعمل هناك لدى مسيحي دمشقي. وقد أقنع مسلم هذا الدمشقي فيما بعد باعتناق الإسلام. وبعد أن رتب المسلم زواج ابنه، تُوفي بعد فترة وجيزة. وعندما ولدت زوجة ابنه، أقام حفلة وطلب من إلياس أن يخدم فيها. حاول الضيوف إقناعه أيضًا باعتناق الإسلام، لكنه ردعهم ورد عليهم في الحفلة.
وفي نهاية المطاف، أُقنع إلياس بتناول الطعام معهم والانضمام إلى الرقص. قام بعض الضيوف بإرخاء حزامه أو إزالته، للسماح له بحرية أكبر في الحركة. وفي الصباح التالي، استيقظ إلياس بينما كان الآخرون نائمين، وربط حزامه وذهب للصلاة. اتهمه أحد الأشخاص الذييم رأوه ذاهبًا أنه تخلى عن مسيحيته في الليلة السابقة، الأمر الذي أنكره إلياس. ربما كان هذا الاتهام مبنيًا على أهمية الحزام، حيث كانت الملابس بين المسلمين والمسيحيين بها اختلافات، وكان الحزام أحد ما يُميز المسيحيين. بالتالي رأى البعض أن إزالته علنًا كان علامة على التخلي عن الإيمان. وفي الورشة، حذره صاحب العمل الذي أسلم حديثًا (بعد أن كان مسيحيًّا) من أنه اضطر إلى التدخل لمنع بعض الضيوف من إيذاء إلياس، وأخبر إلياس أنه لن يدفع له أجره. وحث شقيق إلياس ابنه على مغادرة دمشق حتى تهدأ الشائعات ويصبح من الآمن العودة. انتقلت العائلة بأكملها إلى بعلبك.
وبعد ثماني سنوات، وبموافقة إخوته، عاد إلياس إلى دمشق وفتح محلًّا لصناعة سروج الجمال. كان عمره عشرين عامًا. لقد دعاه صاحب عمله السابق، (الذي أصبح الآن منافسًا لعمله بعد أن عَلِم بأسرار المهنة) للعودة إلى ورشته، لكن إلياس رفض، وعندها حث الدمشقي رئيسه على الإبلاغ عن أن إلياس كان مسيحيًّا مثله وأسمل لكنه ارتد في ليلة الحفلة. وأحضر إلياس أمام القاضي الليث فأعطاه فرصة العودة إلى الإسلام. وبعد رفضه، سُجن. وفي السجن، كان يجد العزاء من خلال الرؤى التي كانت تأتيه وتُطمئنه بأنه مسيحي بصدق. وأخيرًا أُحضر أمام الوالي محمد، ابن أخ الخليفة الحاكم المهدي، الذي حاول إقناعه بالعودة إلى الإسلام من خلال العقوبات وعرض المكافآت المادية وإخباره أنه لن يحتاج ليعمل مرةً أخرى، حتى لو كان إسلامه ظاهريًّا. وعندما رفض، قُتل في الأول من شباط وعُلقَت جثته خارج أبواب المدينة لمدة أربعة عشر يومًا قبل إلقائها في نهر بردي. وقد وصلَت أعضاؤه وأطرافه إلى المسيحيين في بعلبك، وأفاد آخرون أنهم تلقوا رؤى له بعد وفاته تخبرهم بأنهم على الحق.

## سير القديسين
توجد نسخة المخطوطة الوحيدة لسيرة إيلياس المقدسة (مكتبة سير القديسين اليونانية [الإنجليزية] 578–579) في المكتبة الوطنية الفرنسية (BnF)، كويسلين 303، في الصفحات 236 V –249 V. يعود تاريخه إلى القرن العاشر أو الحادي عشر، ومن المحتمل أنه كُتب في دير في الأرض المقدسة. ويبدو أن النص نفسه، والذي هو مجهول المصدر، قد كُتب بعد فترة وجيزة من الأحداث التي يصفها، نظرًا لاهتمامه بالتفاصيل. يزعم المؤلف أنه كتب سيرتين أخريين لشهداء في الإسلام ولكن لا يوجد أي ذكر لها في السجلات اليونانية أو اللاتينية أو حتى العربية، كما أنه لم يكن يعرف إلياس شخصيًا.
بالإضافة إلى سيرته الذاتية، يُعرف إلياس من خلال التقويم الجورجي الفلسطيني واستشهاد ربان صليبا [الإنجليزية]. وفقًا للأول، كان عيده في الرابع من شباط. وبحسب الأخير، كان يُحتفل بعيده في باقسيان [الإنجليزية] (بيت قوسيان) بالقرب من هاه في منطقة طور عابدين في الأول من شباط. لكن كريستيان ساهنر يشكك في تحديد هوية هذا الشهيد بإلياس الهلبلسي لأن ربان صليبا لا يربطه شيء بدمشق أو بعلبك.

## ملحوظات
1. 1 2 3  PMBZ.
2. 1 2 3 4 5 6 7  Efthymiadis 2008، صفحة 917.
3. 1 2 3 4 5 6 7 8  Hoyland 1997، صفحات 363–365.
4. ↑  McGrath 2003، صفحة 86.
5. 1 2  Foss 2007، صفحات 107–109.
6. ↑  Sahner 2002، صفحة 105.
7. ↑  Detoraki 2014، صفحة 83.
8. ↑  Binggeli 2018، صفحة 277.
9. ↑  Peeters 1908، صفحة 174n.
10. ↑  Fiey 2004، صفحة 73.
11. 1 2  Sahner 2002، صفحة 95n.

## فهرس
- Binggeli, André (2018). "La réception de l'hagiographie palestinienne à Byzance après les conquêtes arabes". In Antonio Rigo; Michele Trizio; Eleftherios Despotakis (eds.). Byzantine Hagiography: Texts, Themes and Projects. Brepols. pp. 265–284.
- Detoraki, Marina (2014). "Greek Passions of the Martyrs in Byzantium". In Stephanos Efthymiadis (ed.). The Ashgate Research Companion to Byzantine Hagiography, Volume II: Genres and Contexts. Ashgate. pp. 61–101.
- Efthymiadis, Stephanos (2008). "The Martyrdom of Elias of Helioupolis (Elias of Damascus)". In David Thomas; Barbara Roggema (eds.). Christian–Muslim Relations: A Bibliographical History. Vol. 1 (600–900). Brill. pp. 916–918.
- Fiey, Jean Maurice (2004). Saints syriaques. Darwin Press.
- Foss, Clive (2007). "Byzantine Saints in Early Islamic Syria". Analecta Bollandiana. 125 (1): 93–119. doi:10.1484/J.ABOL.5.102076.
- Hoyland, Robert G. (1997). Seeing Islam As Others Saw It: A Survey and Evaluation of Christian, Jewish and Zoroastrian Writings on Early Islam. Darwin Press.
- Lilie, Ralph-Johannes; Ludwig, Claudia; Pratsch, Thomas; Zielke, Beate (1998–2013). "Elias (no. 1485)". Prosopographie der mittelbyzantinischen Zeit (in German). Berlin and Boston: De Gruyter.
- McGrath, Stamatina (2003). "Elias of Heliopolis: The Life of an Eighth-Century Syrian Saint". In John W. Nesbitt (ed.). Byzantine Authors: Literary Activities and Preoccupations. Brill. pp. 85–107.
- Peeters, Paul (1908). "Le martyrologe de Rabban Sliba". Analecta Bollandiana. 27: 129–200. doi:10.1484/J.ABOL.4.01857.
- Sahner, Christian (2002). "Old Martyrs, New Martyrs and the Coming of Islam: Writing Hagiography after the Conquests" (PDF). Bulletin of the School of Oriental and African Studies. 65: 89–112.[dead link]
- Sizgorich, Thomas (2017). "The Dancing Martyr: Violence, Identity, and the Abbasid Postcolonial". History of Religions. 57 (1): 2–27. doi:10.1086/692315. S2CID 164234424.

## روابط خارجية
- إيلياس الهلبلسي (759-779) في قاعدة بيانات سير القديسين في دمبارتون أوكس ، مع رابط إلى النص اليوناني للسيرة الذاتية.